# Scutellaria multiglandulosa
Scutellaria multiglandulosa är en kransblommig växtart som först beskrevs av Thomas Henry Kearney, och fick sitt nu gällande namn av John Kunkel Small och Harper. Scutellaria multiglandulosa ingår i Frossörtssläktet som ingår i familjen kransblommiga växter. Inga underarter finns listade i Catalogue of Life.

## Bildgalleri

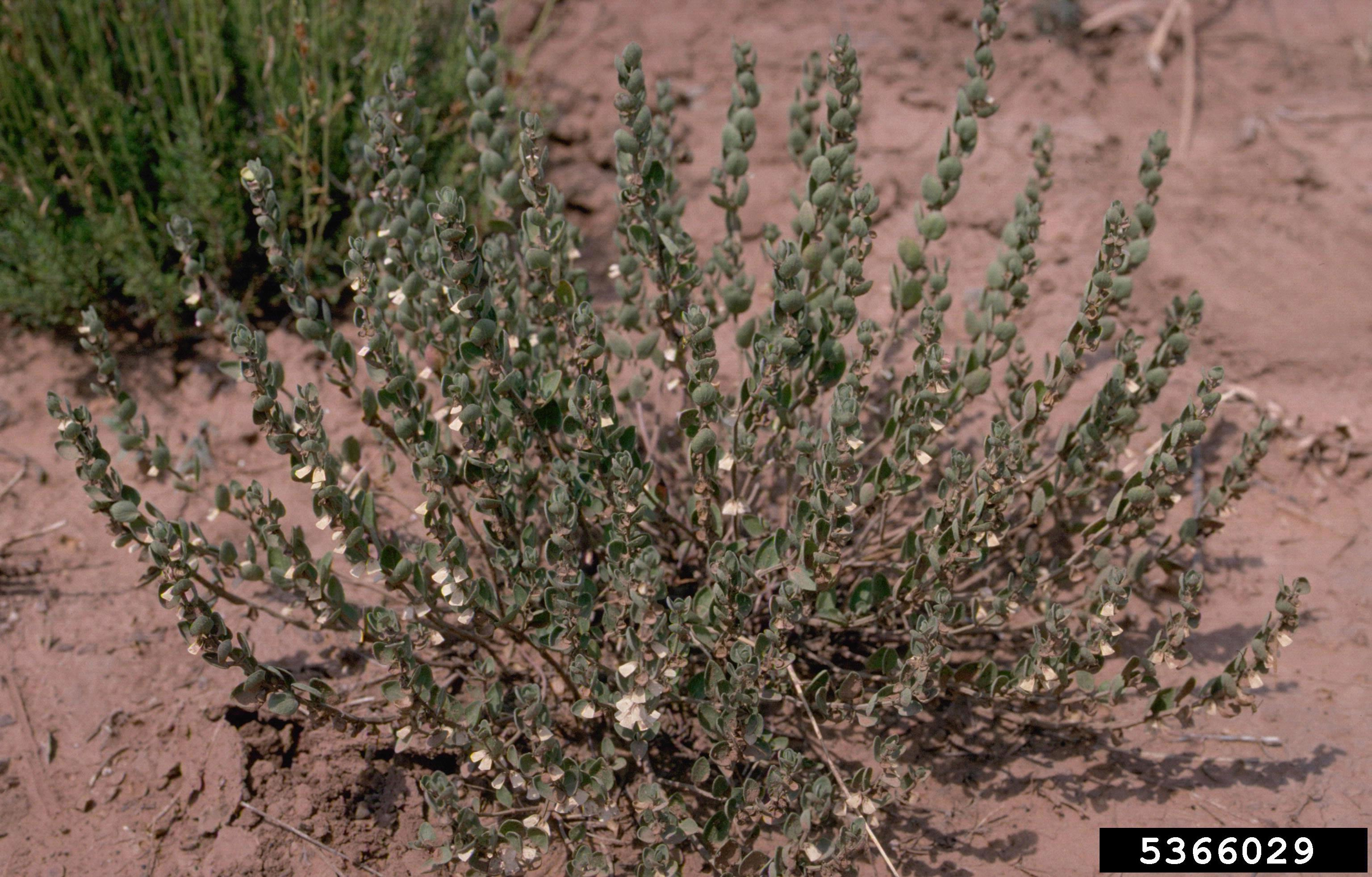